# Conalia helva
Conalia helva es una especie de coleóptero de la familia Mordellidae.

## Distribución geográfica
Habita en Estados Unidos, México y Panamá.